# Джим Мескімен
Джим Росс Мескімен (нар. 10 вересня 1959 р.) - американський актор, художник озвучки, комік та імпресіоніст, який відомий завдяки своїй озвучці у відеоіграх.

## Ранні роки
Джим Росс Мескімен народився в Лос-Анджелесі, штат Каліфорнія, 10 вересня 1959 року, син Маріон Росс та Фрімена Мескімена.

## Кар'єра
Мескімен зіграв батька персонажів Мері-Кейт Олсен та Ешлі Олсен у фільмі "Рот на замку". Він зіграв офіцера Холіган у фільмі "Як Грінч вкрав Різдво".
Він озвучує Кота Тома, сусіда Джона та Стейпі у короткометражному фільмі "Кіт Том". Мескімен озвучив голос Джина у франшизі Аладдіна (яка розпочалася з Disney Think Fast в 2008 році і навіть до смерті Робіна Вільямса в 2014 році). У 2012 році Мескімен озвучує декілька різних персонажів у програмі Lego «Володар кілець». Крім того, він є голосом Джорджа Буша та інших політиків для анімаційних шортів Jib Jab. У тому ж році голоси та рух Мескімена захоплюють Девіда Петреуса в Call of Duty: Black Ops 2.
Мескімен був учасником восьмого сезону "Америки має талант". Він також гастролював у різних містах США, виконуючи персональний акт під назвою "Jimpressions", що представляє себе за знаменитості та оригінальних персонажів.

## Особисте життя
У 1987 році Мескімен одружився з Тамрою Шоклі. У них є дочка Тейлор (1990 року народження). Вона також саєнтологиня.

## Фільмографія
| Роки | Назва                                            | Роль                                         | Примітки |
| ---- | ------------------------------------------------ | -------------------------------------------- | -------- |
| 1995 | Горді                                            | Білл Клінтон (голос)                         |          |
| 1995 | Аполлон 13                                       | TELMU White                                  |          |
| 1999 | Мої сусіди Ямада                                 | Додатковий голос                             |          |
| 1999 | Елвін і бурундуки зустрічаються з Франкенштейном | Містер Єсмен (голос)                         |          |
| 2000 | Поле битви — Земля                               | Блайт                                        |          |
| 2000 | Грінч — що вкрав Різдво                          | Офіцер Холіган                               |          |
| 2000 | Рот на замку                                     | Рік Паркер                                   |          |
| 2008 | Ліга справедливості: Новий бар'єр                | Шлем Бредлі(голос)                           |          |
| 2008 | Бетмен: Лицар Готема                             | Детшот, лейтенант Джеймс Гордон (голос)      |          |
| 2010 | Ліга справедливості: Криза двох світів           | Червоний лучник, капітан Супер (голос)       |          |
| 2011 | Трансформери 3 : Темна Сторона Місяця            | Джон Ф. Кеннеді (голос)                      | В титрах |
| 2012 | Ліга Справедливостя: Гибель                      | Король (голос)                               |          |
| 2012 | Бетмен: Повернення Темного Лицаря                | Генерал Бріггс (голос)                       |          |
| 2012 | Скубі-ду! Під куполом цирку                      | Детектив, Філ Флагман (голос)                |          |
| 2012 | Бетмен:Повернення Темного лицаря частина 2       | Рональд Рейган (голос)                       |          |
| 2015 | Ліга справедливості: Боги и Монстри              | Віктор Фріз                                  |          |
| 2019 | Бетмен проти Черепашок-Ніндзя                    | Комісар Гордон, Опудало (голос)              |          |
| 2020 | Супермен. Червоний син                           | Дуайт Д. Айзенхауер, Джон Ф. Кеннеді (голос) |          |

## Телебачення
| Рік       | Назва                                          | Роль |
| --------- | ---------------------------------------------- | --- |
| 1997      | Superman: The Animated Series                  | Danny the Janitor (голс)                                                                                   |
| 2002      | Justice League                                 | Knight (голос)                                                                                             |
| 2004      | All Grown Up!                                  | Skeleton, Dr. Cartunian, Dr. Cartunian Sr. (голос)                                                         |
| 2004      | Johnny Bravo                                   | Whiny Man, Derek, Waiter #1 (голос)                                                                        |
| 2004      | The Adventures of Jimmy Neutron: Boy Genius    | Quentin Smithee (голос)                                                                                    |
| 2005      | The Grim Adventures of Billy & Mandy           | Narrator, Old Man, Chubby Employee (голос)                                                                 |
| 2005-2007 | Avatar: The Last Airbender                     | Fire Nation soldier, Jee, How, Avatar Kuruk, additional voices                                             |
| 2007      | The Batman                                     | Chuck (голос)                                                                                              |
| 2007-2011 | Back at the Barnyard                           | Goraldo (голос)                                                                                            |
| 2010      | G.I. Joe: Renegades                            | Norton, News Reporter, S.W.A.T. M.P. (голос)                                                               |
| 2011-2012 | ThunderCats                                    | Aburn, Ponzi, Dog Constable, Vendor (голос)                                                                |
| 2012-2014 | Kung Fu Panda: Legends of Awesomeness          | Emissary, Master Kweng, Shying Tree, Guardian #1 (голос)                                                   |
| 2012-2017 | Teenage Mutant Ninja Turtles                   | Carlos Chiang O'Brien Gambe, General Griffen, EPF Commander #2 (голос)                                     |
| 2013-2014 | The Legend of Korra                            | Bataar, Daw, Avatar Kuruk (голос)                                                                          |
| 2014-2017 | Avengers Assemble                              | Ultron, Arsenal, Super-Adaptoid, Roxxon Guard #3, Phalanx, Scientist Supreme, Ultimates, Destroyer (голос) |
| 2015      | Lego Marvel Super Heroes: Avengers Reassembled | Ultron (голос)                                                                                             |
| 2017      | The Loud House                                 | Ted, Manager, Junkyard Guy, Announcer (голос)                                                              |
| 2018      | Constantine: City of Demons                    | Beroul (голос)                                                                                             |
| 2018      | Family Guy                                     | Ron Howard (голос)                                                                                         |
| 2018      | The Good Place                                 | Bertram Varmin                                                                                             |
| 2019      | The Kids Are Alright                           | Johnny Carson (голос)                                                                                      |

- 3rd Rock from the Sun – Alan (Season 2 Episode 4)
- Anger Management – Daniel
- Avatar: The Last Airbender – Lieutenant Jee, General How, Avatar Kuruk
- Community – Christopher Walken/Tommy Lee Jones impersonator (Season 3 Episode 11)
- Friends – Bill (Season 10 Episode 2)
- Hot in Cleveland – Professor Zucker
- Mad – Gandalf, Droopy, Benedict Arnold, additional voices
- Malcolm in the Middle– Waiter
- Parks and Recreation – Martin Housely
- Phineas and Ferb – Additional voices
- Random! Cartoons – Thom Cat, Neighbor John, Stumpy ("Thom Cat" short)
- Rules of Engagement – Mr. Wrigley
- Shaggy & Scooby-Doo Get a Clue! – Agent 1, Robi
- Superman: Red Son – Lex Luthor, Perry White, Guy Gardner / Green Lantern, Joseph Stalin, Jor-El
- The Big Bang Theory – Doctor, Man (voice), Las Vegas Wedding Chapel Minister
- The Boondocks – Bill O'Reilly, Chris Hansen, Additional voices
- The Fresh Prince of Bel-Air – Prof. Jeremy Mansfield (Season 4 Episode 3), Werner (Season 6 Episodes 2 and 3)
- The Real Adventures of Jonny Quest – Additional voices
- Time Squad – George W. Bush, George H.W. Bush
- Two and a Half Men – Gangster #2 (voice)
- Whose Line Is it Anyway? – Himself

### Відео ігри
- Armored Core V - Jack Batty, Men of Honor Unit B, Zodiac No. 8
- Baldur's Gate – Edwin Odesseiron, Jebadoh, Khalid, Thaldorn
- Baldur's Gate II: Shadows of Amn – Edwin Odesseiron
- Baldur's Gate II: Throne of Bhaal – Edwin Odesseiron, Khalid
- Batman: Arkham City – Officer Tom Miller
- Batman: Arkham Knight – Additional voices
- Batman: Arkham Origins – SWAT Officers, Cops
- Call of Duty: Black Ops – John F. Kennedy
- Call of Duty: Black Ops 2 – Secretary of Defense David Petraeus
- Command & Conquer 4: Tiberian Twilight – Various
- Diablo III – Additional voices
- Diablo III: Reaper of Souls – Additional voices
- Disney Infinity 3.0 – Ultron
- Disney Think Fast – Genie
- Epic Mickey – Voice
- Epic Mickey 2: The Power of Two – Mad Doctor
- EverQuest II – Guild Patron Volarian, Baron Zafimus, Sergeant-at-Arms Ironcast, Commission Deputy Halford, Naturalist Tummyfill, Borthen, Amren Talbot, Morte Winghammer, Green Hood Trap Master, Banker Izark, Ubani, Overseer Travog
- Fantastic 4 – Doctor Doom, Additional voices
- Final Fantasy XIII-2 – Additional voices
- Gothic 3 - Additional voices
- Hitman: Blood Money – Additional voices
- Kinect Disneyland Adventures – Genie
- Kingdom Hearts HD 2.5 Remix – Genie (Kingdom Hearts Re:coded cinematics)
- Lego Jurassic World – Additional voices
- Lego The Lord of the Rings – Various
- Lightning Returns: Final Fantasy XIII – Additional voices
- Madagascar: The Video Game – Albino Crocodile, Guard, Jogger, Sailor
- Marvel vs. Capcom: Infinite - Ultron, Ultron Sigma, Ultron Omega
- Marvel Ultimate Alliance 3: The Black Order - Ultron, Ultimo
- MAG - SVER Executive
- Minecraft Story Mode - Milo
- Robots - Ratchet, Additional voices
- Shark Tale: The Video Game – Lino, Additional Tenant Fish
- Shrek the Third - Captain Hook, Attendant 2, Geek
- Skylanders: Trap Team – Additional voices
- Sorcerers of the Magic Kingdom - Genie
- Syndicate - Additional voices
- Teenage Mutant Ninja Turtles: Mutants in Manhattan - Wingnut, Stone Warriors
- The Lego Movie Videogame – Additional voices
- The Lord of the Rings: The Battle for Middle-earth II – Elven King Thranduil
- The Lord of the Rings: The Battle for Middle-earth II - The Rise of the Witch-king - King Thranduil
- Ultimate Spider-Man – Additional voices

### Інтернет
- Jib Jab – George W. Bush

### Музика
- Bugs Bunny and Friends Sing The Beatles – Elmer Fudd